# Achromatismus
Achromatismus (ⓘ) oder Achromasie (griech. für ‚Farblosigkeit‘) bezeichnet in der Optik die Eigenschaft von optischen Elementen, weißes Licht beim Durchgang nicht in Spektralfarben zu zerlegen beziehungsweise ohne chromatische Aberration zu brechen.
Optische Elemente wie Linsen oder Prismen besitzen im Allgemeinen einen wellenlängenabhängigen Brechungsindex (vgl. Dispersion), was zu unterschiedlichen Ablenkwinkeln für Licht verschiedener Wellenlänge bzw. Spektralfarbe führt (Winkeldispersion). Dieser Effekt wird auch Spektralzerlegung, Farbzerlegung oder Farbenzerstreuung genannt. Bei Linsen führt dies zu einem Abbildungsfehler, der als chromatische Aberration bezeichnet wird. Hingegen finden Prismen gerade dieses Effektes wegen in Prismenspektrometern Verwendung.
Durch geeignete Kombination mehrerer solcher dispersiven optischen Elemente (z. B. zwei Prismen oder zwei Linsen unterschiedlichen Materials) lässt sich die Farbzerstreuung des ersten Elementes durch die des zweiten wieder aufheben, ohne dass die Ablenkung selbst aufgehoben wird. Zusammengekittete Prismen dieser Art werden als achromatisches Prisma bezeichnet, eine derartige Linse wird Achromat genannt.